# Kaj-Erik Eriksen
Kaj-Erik Eriksen (Vancouver, 15 febbraio 1979) è un attore canadese naturalizzato statunitense.

## Filmografia parziale

### Cinema
- Come è difficile farsi ammazzare (Short Time), regia di Gregg Champion (1990)
- 88 minuti (88 Minutes), regia di Jon Avnet (2007)
- Il collezionista di occhi 2 (See No Evil 2), regia delle sorelle Soska (2014)

### Televisione
- MacGyver - 2 episodi (1988, 1990)
- Il commissario Scali (The Commish) - 92 episodi (1991-1996)
- Piccoli Brividi (Goosebumps) – serie TV, 2 episodi (1995)
- Capitani coraggiosi (Captains Courageous) - film TV (1996)
- Nel centro del pericolo (Heaven's Fire) - film TV (1999)
- Persi nella bufera (Miracle on the Mountain: The Kincaid Family Story) - film TV (2000)
- Dentro la TV (Beggars and Choosers) - 22 episodi (1999-2001)
- Boston Public - 12 episodi (2001-2002)
- Disaster Zone - Vulcano a New York (Disaster Zone: Volcano in New York) - film TV (2006)
- 4400 (The 4400) - 17 episodi (2004-2007)
- Tempesta di ghiaccio (Ice Twisters) - film TV (2009)
- I 12 disastri di Natale (The 12 Disasters of Christmas) - film TV (2012)
- Il destino sotto l'albero (A Christmas Detour) - film TV (2015)

## Doppiatori italiani
Nelle  versioni in italiano delle opere in cui ha recitato, Kaj-Erik Eriksen è stato doppiato da:
- Gianfranco Miranda in Criminal Minds, NCIS: Los Angeles
- Antonella Baldini ne Il commissario Scali (st. 1-3)
- Mirko Savone ne Il commissario Scali (st. 4-5)
- Davide Garbolino in Piccoli Brividi
- Massimo Di Benedetto in Dentro la TV
- Davide Lepore in Boston Public
- Mirko Mazzanti in 4400
- Francesco Pezzulli in The Closer
- Leonardo Graziano in NCIS - Unità anticrimine
- Gabriele Lopez in Tempesta di ghiaccio
- Alessio Ward ne I 12 disastri di Natale
- Marco Bassetti in Detective McLean
- Andrea Oldani in Piccoli Brividi (ridoppiaggio)